# كلير ويلر
كلير ويلر (بالإنجليزية: Clare Wheeler)‏ هي لاعبة كرة قدم أسترالية، ولدت في 14 يناير 1998 في أستراليا. لعبت مع Newcastle Jets FC (W-League) ‏.

## وصلات خارجية
- كلير ويلر على موقع قاعدة بيانات كرة القدم.إي يو (الإنجليزية)
- كلير ويلر على موقع Soccerway.com (الإنجليزية)
- كلير ويلر على موقع اللجنة الأولمبية الدولية (الإنجليزية)
- كلير ويلر على موقع اللجنة الأولمبية الأسترالية (الإنجليزية)